# Liste der Monuments historiques in Saint-Vaast-lès-Mello
Die Liste der Monuments historiques in Saint-Vaast-lès-Mello führt die Monuments historiques in der französischen Gemeinde Saint-Vaast-lès-Mello auf.

## Liste der Bauwerke
| Bezeichnung     | Beschreibung                  | Standort | Kennzeichnung | Schutzstatus | Datum | Bild           |
| --------------- | ----------------------------- | -------- | ------------- | ------------ | ----- | -------------- |
| Kirche St-Vaast | Erbaut im 12./13. Jahrhundert | (Lage)   | PA00114877    | Classé       | 1906  | weitere Bilder |

## Liste der Objekte

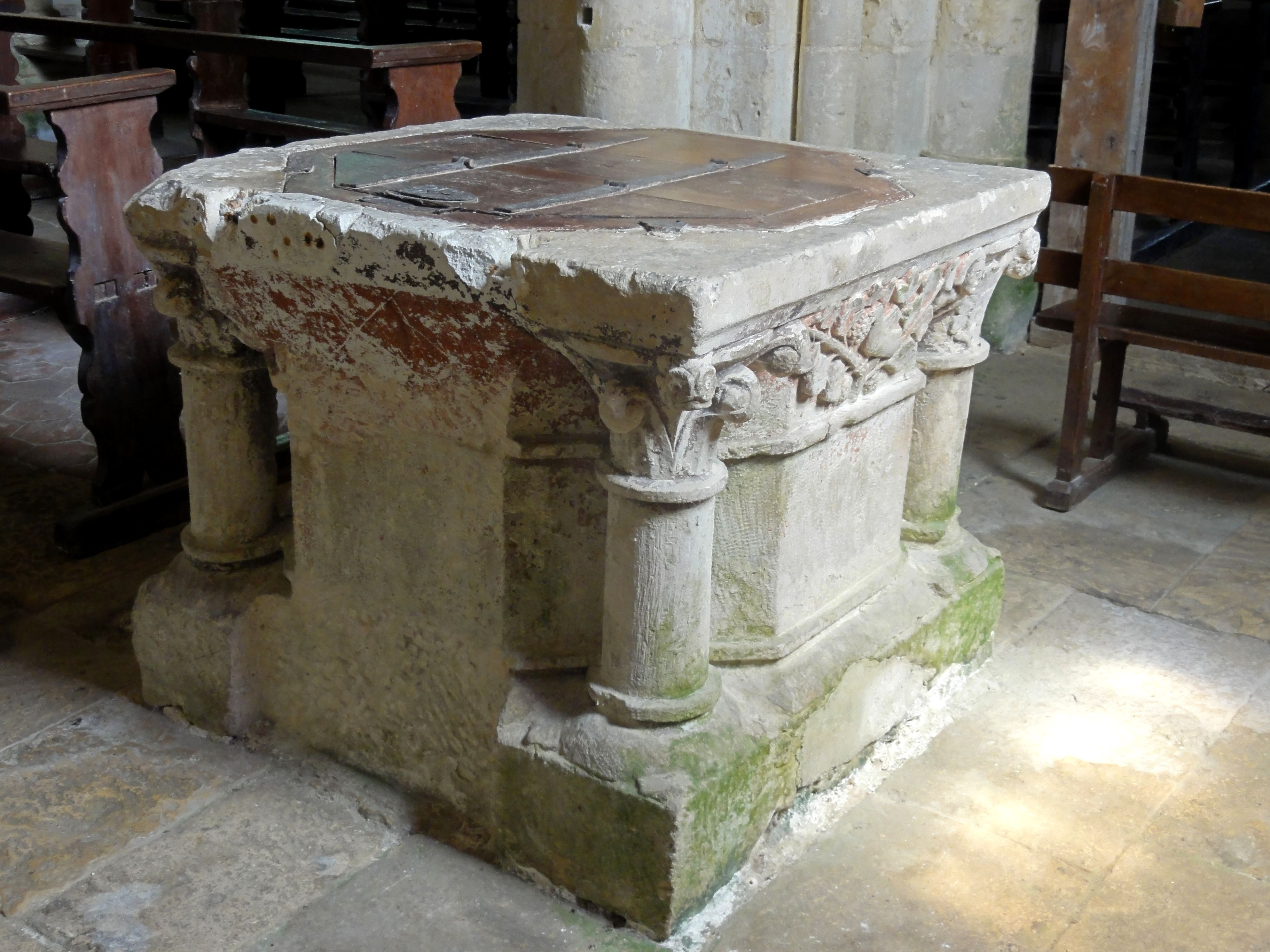
Taufbecken in Saint-Vaast-lès-Mello

- Monuments historiques (Objekte) in Saint-Vaast-lès-Mello in der Base Palissy des französischen Kultusministeriums

Siehe auch: Taufbecken (Saint-Vaast-lès-Mello)